# Asociación Internacional para la Taxonomía Vegetal
La Asociación Internacional para la Taxonomía Vegetal o Asociación Internacional para la Taxonomía de Plantas (IAPT por sus siglas en inglés) es una organización global de profesionales, estudiantes, taxonomistas y sistemáticos de algas y hongos que promueve la comprensión de la biodiversidad vegetal, facilita la comunicación internacional de las investigaciones entre botánicos y supervisa los asuntos de uniformidad y estabilidad en los nombres de las plantas. La IAPT fue fundada el 18 de julio de 1950 en el Séptimo Congreso Botánico Internacional en Estocolmo (Suecia). En la actualidad, la sede del IAPT está situada en Bratislava (Eslovaquia). Su actual presidente, desde 2017, es Patrick S. Herendeen (Jardín Botánico de Chicago); su vicepresidente es Gonzalo Nieto Feliner (Real Jardín Botánico de Madrid); y su secretario general es Karol Marhold (Centro de Ciencia Vegetal y Biodiversidad, Academia Eslovaca de Ciencias, Bratislava).
Tanto la revista taxonómica Taxon como la serie Regnum Vegetabile son publicadas por la IAPT. Esta última serie incluye el Código Internacional de Nomenclatura para Algas, Hongos y Plantas, el Índice Nominum Genericorum y el Índice Herbariorum.

## Propósito
El propósito principal de la IAPT es la promoción y la comprensión de la biodiversidad, el descubrimiento, la denominación, la clasificación y la sistemática de las plantas, tanto de las plantas vivas como de las fósiles. Además, promueve el estudio y la conservación de la biodiversidad de las plantas, y trabaja para concienciar al público en general sobre este tema. La organización también facilita la cooperación internacional entre los botánicos que trabajan en los campos de la sistemática, la taxonomía y la nomenclatura de las plantas. Esto se logra en parte mediante el patrocinio de reuniones y la publicación de recursos, como publicaciones y revistas de referencia.

La IAPT fue fundada en 1950 como una organización sin fines de lucro con el propósito de publicar una revista (Taxon) que se ocupara de las actividades de la asociación y de los objetos de importancia general para la taxonomía vegetal, la publicación de libros e índices de utilidad para los taxónomos vegetales (Regnum Vegetabile), el establecimiento y mantenimiento de comités para fines taxonómicos y de nomenclatura específicos, y la organización de simposios internacionales sobre problemas de la sistemática de las plantas.

La IAPT también busca lograr la uniformidad y estabilidad en los nombres de las plantas. Lo logra mediante el Código Internacional de Nomenclatura para Algas, Hongos y Plantas, anteriormente conocido como Código Internacional de Nomenclatura Botánica, y mediante la supervisión de la Oficina Internacional de Taxonomía y Nomenclatura de las Plantas.

## Publicaciones y recursos en línea
La revista oficial de la asociación es Taxon, el único medio para la publicación de ambas propuestas para conservar o rechazar nombres y propuestas para enmendar el Código Internacional de Nomenclatura para Algas, Hongos y Plantas.

### Regnum Vegetabile
Regnum Vegetabile es una serie de libros sobre temas de interés para los taxonomistas de plantas. Muchos de los volúmenes son estudios de la literatura o monografías en el área de la sistemática vegetal. Hay varios volúmenes de uso general:
- Código Internacional de Nomenclatura para Algas, Hongos y Plantas (vol. 159, 2018, ICN), un conjunto de normas y recomendaciones relativas a los nombres formales que se dan a las plantas. La edición actual se conoce como el "Código de Shenzhen", tal como se redactó en 2017 en el 18º Congreso Botánico Internacional de Shenzhen (China).
- Código Internacional de Nomenclatura de Plantas Cultivadas, 8ª edición (vol. 151, 2010), que acompaña al ICN que establece las normas relativas a los nombres de los cultivares de plantas.
- Índice Nominum Genericorum (vols. 100-102 y 113), un índice de todos los nombres genéricos publicados que abarca el ICN, incluido el lugar de publicación e información sobre las especies tipo. El índice se prepara en colaboración con el Instituto Smithsonian. Una versión electrónica está disponible en línea.
- Índice Herbariorum, las seis primeras ediciones (vol. 15, 31, 86, 92, 93, 106, 109, 114, 117, 120), un directorio y guía de los herbarios del mundo, que incluye información de contacto, códigos de abreviatura y colecciones importantes ubicadas en cada herbario. Actualmente, el Índice Herbariorum es una base de datos en línea, administrada por el Jardín Botánico de Nueva York, y disponible para su búsqueda en línea.
- Directorio Internacional de Jardines Botánicos (actualizado como vol. 95, 1977), un directorio de jardines botánicos y arboretos de todo el mundo.

La serie incluye muchos otros volúmenes de interés para especialistas en subdisciplinas concretas de la botánica, además de las listadas.

### Bases de datos
Además de las versiones electrónicas de sus publicaciones, la IAPT mantiene la "Lista de nombres en uso", una base de datos de nombres científicos de botánicos existentes generados.

## Premios
La IAPT creó dos medallas Engler en honor de Adolf Engler en 1986: la Medalla Engler de Oro, que se concede cada seis años por contribuciones destacadas a la taxonomía de las plantas durante toda la vida y que se presenta desde 1987 en cada Congreso Botánico Internacional (CBI), y la Medalla Engler de Plata (medalla sensu lato), que se concedió de 1987 a 2001 por una monografía u otra obra de botánica sistemática y que se presentó de 1990 a 2002 en diversas reuniones, congresos, simposios, etc. En 2002, esta última medalla se dividió en tres premios por publicaciones destacadas en estos campos: la Medalla Engler de Plata (medalla sensu stricto), concedida por una monografía o una sistemática de plantas florales; la Medalla Stafleu, concedida por aspectos históricos, bibliográficos y/o de nomenclatura de la sistemática de plantas; y la Medalla Stebbins, concedida por la sistemática de plantas filogenéticas y/o su evolución. Las medallas honran a Adolf Engler (24 de marzo de 1844-10 de octubre de 1930), Frans Antonie Stafleu (8 de septiembre de 1921-16 de diciembre de 1997) y George Ledyard Stebbins, Jr. (6 de enero de 1906-19 de enero de 2000).